# El Pi (Sant Julià de Vilatorta)
El Pi és una obra del municipi de Sant Julià de Vilatorta (Osona) inclosa en l'Inventari del Patrimoni Arquitectònic de Catalunya.

## Descripció
Es tracta d'un edifici civil. És una masia de planta quadrada (7 x 7 m), coberta a dues vessants amb el carener perpendicular a la façana, situada a migdia. Consta de planta baixa i primer pis. La façana presenta un portal rectangular de pedra i una finestra de construcció recent a la planta. Conserva dues finestres conopials amb els ampits motllurats al pis. A ponent hi ha dues obertures al primer pis i un cobert d'uralita. A tramuntana hi ha petites obertures i una finestra motllurada al primer pis. A llevant el mur és cec i presenta un petit cos d'uralita. És construïda amb pedra fins a 1,5 m d'alçada i la resta és de tàpia. Els escaires són de pedra. És arrebossada amb calç i sorra. L'estat de conservació és mitjà.

## Història
L'única data constructiva que presenta la casa és la llinda del portal: 1760. També hi ha la finestra conopial, que permet recular un xic més la data de construcció.